# سوق الربوع (تعز)

تعديل مصدري - تعديل

سوق الربوع هي مدينة ثانوية يمنية، وهي مركز مديرية شرعب السلام بمحافظة تعز، بلغ تعداد سكانها 510 نسمة حسب الإحصاء الذي أجري عام 2004.

## حارات
تقسم المدينة إلى حي واحد يشمل عدة حارات كالتالي:
| الحارة        | عدد المساكن | عدد الأسر | الذكور | الأناث | الإجمالي |
| ------------- | ----------- | --------- | ------ | ------ | -------- |
| السوق         | 4           | 4         | 4      | 4      | 8        |
| بني شعب السوق | 2           | 1         | 1      | 0      | 1        |
| شباعه         | 63          | 57        | 236    | 265    | 501      |

|  |  |  |  |  |  |
|  |  |  |  |  |  |
|  |  |  |  |  |  |